# Il nuovo politeismo
Il nuovo politeismo: la rinascita degli dei e delle dee (The New Polytheism: Rebirth of the Gods and Goddesses) è un saggio di David L. Miller, con un'appendice di James Hillman.
L'autore parte dalla considerazioni che gli dei e le dee agiscono anche ai giorni nostri. Nel libro c'è anche un capitolo incentrato su 52 tesi sulla presenza degli Dei.
Per l'autore la psicologia è estetica attiva. Afrodite si prende cura dell'anima e agisce mossa dal desiderio del Bello. La violenza è generata da Pan, la guerra dal dio Marte.
Per l'autore netto è il contrasto tra monoteismo e politeismo.
Il politeismo riflette le molteplici differenze tra i popoli, valori e culture. Ma riflette anche la diversità della mente umana, tanto che si può parlare di "politeismo della psiche".
Per gli autori il Politeismo è uno strumento più che adeguato per comprendere la psicologia degli uomini. La psicologia umana è una manifestazione della molteplicità degli archetipi.
Il politeismo perciò è il campo di manifestazione del policentrismo della psiche, e solo tramite una radicale ri-mitizzazione si sarebbe in grado di comprendere la psiche.
Il politeismo non necessita della esplicatio tipica del monoteismo, ma una complicatio, vale a dire un procedimento dinamico e aperto, non deduttivo e unilaterale.